# Уайт, Дуги
Дуглас (Дуги) Уайт (англ. Doogie White; род. 7 марта 1960, Мотеруэлл, Шотландия) — шотландский певец, выступавший в группах Sack Trick, Midnight Blue, Praying Mantis, Rainbow, группе Ингви Мальмстина Rising Force, Cornerstone, M3, Tank.

## Биография
Родился в 1960 году в шотландском промышленном городке Мотеруэлл. 
В школьные годы пел в местном церковном хоре. 

Профессиональную музыкальную карьеру он начал в недолго просуществовавшей любительской кавер-группе Tryxter, исполнявщей классику тяжёлого рока, от Foreigner до Black Sabbath, в составе которой, помимо него, играли басист Alec Carmichael, гитаристы Maffy и David Pentland, барабанщик Danny O’Neil. Уайт гастролирует с группой девять месяцев, после чего Tryxter распадается. 
 
Затем Уайт в 1984 году становится вокалистом новой группы La Paz, где пел 4 года.
В 1994 году становится вокалистом группы Rainbow, возрождённой Ричи Блэкмором после внезапного ухода из Deep Purple. Группа записала альбом Stranger In Us All и в 1997 году, после мирового турне, была распущена Блэкмором.
Дуги присоединился к группе Ингви Мальмстина Rising Force, совершающей турне по Южной Америке в конце 2001 года, а в конце 2002 вышел студийный альбом Мальмстина Attack!! с вокалом Дуги.
В 2005 году вышел ещё один студийной альбом Мальмстина с участием Уайта, названный Unleash The Fury. В этом же году он записал альбом с гитаристом Биллом Лайсгангом Visual Surveillance of Extremities.
26 февраля 2008 Дуги рассказал на своём сайте о том, что он больше не является участником Yngwie Malmsteen’s Rising Force. 
 
20 декабря было объявлено, что Уайт становится новым певцом группы Tank; в ней он находился до 2014 года.

## Дискография
- 1994 — Midnight Blue — Take the Money and Run
- 1995 — Ritchie Blackmore’s Rainbow — Stranger in Us All
- 1997 — Chain — Eros of Love and Destruction
- 2000 — Cornerstone — Arrival
- 2001 — Nikolo Kotzev — Nostradamus
- 2002 — Yngwie Malmsteen — Attack!!
- 2002 — Cornerstone — Human Stain
- 2003 — Cornerstone — Once Upon Our Yesterdays
- 2003 — Gary Hughes — Once and Future King Part II
- 2004 — Takayoshi Ohmura — Nowhere to Go
- 2005 — Liesegang / White — Visual Surveillance of Extremities
- 2005 — Yngwie Malmsteen — Unleash the Fury
- 2005 — Cornerstone — In Concert (2 CDs)
- 2007 — Cornerstone — Two Tales of One Tomorrow
- 2007 — Empire — Chasing Shadows
- 2012 — Michael Schenker — The Temple of the Rock